# 플레이엠 엔터테인먼트의 음반
이 문서는 플레이엠 엔터테인먼트에서 발매한 음반의 목록이다.

## 2019년
- 2019년 4월 19일 에이핑크 - [Digital Single] Everybody Ready?
- 2019년 4월 30일 정은지 - [Digital Single] 같이 걸어요
- 2019년 5월 12일 임지민 - [Digital Single] MINI
- 2019년 6월 13일 허각 - 단,하나의 사랑 OST Part.4
- 2019년 8월 12일 김남주 - 너의 노래를 들려줘 OST Part.1
- 2019년 8월 21일 오하영 - OH!
- 2019년 10월 31일 허각 - [Digital Single] 이별은 늘 그렇게
- 2019년 11월 4일 빅톤 - nostalgia
- 2019년 11월 9일 허각 - 조선로코 - 녹두전 OST Part.8
- 2019년 12월 11일 임지민 - [Digital Single] Youth

## 2020년 ~ 2021년
- 2020년 2월 13일 강승식 - [Digital Single] 사계절이 지나도
- 2020년 3월 7일 정은지 - [Digital Single] 투유 프로젝트 - 슈가맨 3 Part.13[1]
- 2020년 3월 9일 빅톤 - CONTINUOUS
- 2020년 4월 3일 밴디지 - [Digital Single] Square One
- 2020년 4월 4일 한승우 - 하이에나 OST Part.10
- 2020년 4월 13일 에이핑크 - LOOK
- 2020년 4월 23일 강승식 - 그 남자의 기억법 OST Part.5
- 2020년 5월 7일 오하영 - 영혼수선공 OST Part.1
- 2020년 6월 2일 빅톤 - [Digital Single] Mayday
- 2020년 6월 19일 밴디지 - 432
- 2020년 6월 30일 위클리 - We are
- 2020년 7월 7일 강승식 - 아는 건 별로 없지만 가족입니다 OST Part.4
- 2020년 7월 15일 정은지 - Simple
- 2020년 7월 31일 김남주 - [Digital Single] 운명 (쿨 Remake)[2]
- 2020년 8월 10일 한승우 - Fame
- 2020년 8월 14일 김남주,강승식 - [Digital Single] 피버뮤직 2020 쿨 썸머 프로젝트 Vol.4 ‘그 여름’[3]
- 2020년 8월 27일 허각 - [Digital Single] 듣고 싶던 말
- 2020년 9월 1일 오하영 - [Digital Single] With A Song[4]
- 2020년 9월 7일 김남주 - [Digital Single] Bird
- 2020년 9월 24일 먼데이 - 내가 가장 예뻤을 때 OST Part.6
- 2020년 9월 25일 위클리 - 내 꿈은 라이언 OST
- 2020년 9월 27일 정은지 - [Digital Single] 너의 밤은 어때 (취향저격 그녀 X 정은지)
- 2020년 10월 13일 위클리 - We can
- 2020년 12월 5일 정은지 - 스타트업 OST Part.16
- 2020년 12월 28일 허각 - Hello
- 2021년 1월 11일 빅톤 - VOICE : The future is now
- 2021년 2월 4일 허각 - [Digital Single] 고백 (바른연애 길잡이 X 허각)
- 2021년 2월 18일 위클리 - 안녕? 나야! OST Part.1
- 2021년 3월 5일 정은지 - [Digital Single] LOVE DAY (2021) (바른연애 길잡이 X 양요섭, 정은지)[5]
- 2021년 3월 17일 위클리 - We play
- 2021년 4월 1일 강승식 - 오!주인님 OST Part.1[6]
- 2021년 4월 19일 에이핑크 - [Digital Single] 고마워 (Thank you)[7]
- 2021년 5월 28일 위클리 - [Digital Single] 텐션업
- 2021년 5월 28일 허각 - 언더커버 OST Part.6
- 2021년 6월 10일 김남주 - 시간의 계단 OST Part.2
- 2021년 6월 20일 허각 - [Digital Single] X by X [기억][8]
- 2021년 6월 28일 한승우 - Fade
- 2021년 7월 20일 오하영 - 연애시발.(점) OST Part.5
- 2021년 8월 4일 위클리 - Play Game : Holiday
- 2021년 8월 7일 한승우 - 마녀식당으로 오세요 OST Part.4
- 2021년 8월 16일 먼데이 - 경찰수업 OST Part.2
- 2021년 9월 3일 오하영 - [Digital Single] Pine Tree[9]
- 2021년 9월 25일 도한세 - BLAZE
- 2021년 10월 7일 밴디지 - [Digital Single] Youth21
- 2021년 10월 10일 허각 - [Digital Single] 신촌을 못 가
- 2021년 10월 27일 정은지 - 술꾼도시여자들 OST Part.2